# Минно-чехликовые моли
Минно-чехликовые моли (лат. Incurvariidae) — семейство бабочек, насчитывающее около 100 видов. В Европе наиболее обыкновенными представителями являются Incurvaria masculella и Phylloporia bistrigella.

## Описание
Небольшие бабочки, с размахом крыльев 7—22 мм. Голова грубо опушена, лоб иногда с прижатыми чешуйками, глазки отсутствуют. Сложные глаза небольшие. Усики короткие, не превышают 3/4 длины переднего крыла. Хоботок короткий. Челюстные щупики 4—5-члениковые, губные щупики 3-члениковые. Крылья широкие, удлинённо-овальные, с короткой бахромой. Крыловая мембрана с микротрихиями. Жилкование гетерономное, генерализованное, у мелких видов слегка редуцировано. Окраска, как правило, тёмная, для некоторых родов характерны металлические тона.
Гусеницы с прогнатической головой. Грудные и брюшные ноги часто редуцированы. Молодые гусеницы минируют листья, затем живут в переносном чехлике на поверхности почвы, реже на листьях кормовых растений. Куколка относительно подвижная, свободная. Бабочки большинства видов активны днём. Некоторые виды являются вредителями культурных растений.

## Ареал
Распространение всесветное, кроме Новой Зеландии. В России около 15 видов.

## Систематика
К семейству относят 12 родов:
- Alloclemensia
- Basileura
- Excurvaria
- Incurvaria
- Paraclemensia
- Perthida
- Phylloporia
- Procacitas
- Protaephagus
- Simacauda
- Subclemensia
- Vespina